# KAI (声楽家)
KAI（カイ、朝: 카이、1981年12月5日 - ）は、韓国出身の男性声楽家。本名はチョン・ギヨル（朝: 정기열、英: Jung Ki-Yeol）。芸名KAIはソプラノ歌手のスミ・ジョーが名付けたもので、それ以前は本名のギヨルからとったギョルが芸名だった。身長182cm、体重70kg。ソウル特別市出身で、母は元音楽教師。最終学歴はソウル大学校声楽科博士。声域はバリトン。正規の音楽教育を受けたクラシック音楽専攻の声楽家だが、ポップスとクラシックの融合など音楽ジャンルを超えて活動しており、メディアではミュージカル俳優、ポップスオペラ歌手、クロスオーバー歌手として紹介されている。歌いながらピアノを弾くこともある。所属事務所は韓国のEA&C、レコードレーベルは韓国ユニバーサルクラシックス&ジャズ。日本ではスペラ所属、レコードレーベルはユニバーサルクラシックスのデッカ・レコード。

## 人物
音楽の先生をやっていた母から音楽を教わっており、幼少時にギターやサクソフォーンを習ったが楽器演奏には興味が持てず人前で歌うことが大好きだった。小学1年生の頃からスミ・ジョーのファンで、1時間以上バスに乗って1人でコンサートを観に行ったり7歳のときに本人からサインをもらうなどしていた。子供の頃から日本と韓国を行き来しながら音楽活動を夢みており、小学2、3年生の頃から童謡コンクールによく出場するようになった。納豆や梅干しなど日本食が大好き。映画『のだめカンタービレ』や小田和正、AKB48などが好きで、日本の音楽や映画を鑑賞しながら日本語を独学で勉強していた。ミュージカル出演のため日本の漫画『ベルサイユのばら』を読むなどしていた。来日の際は代々木公園をよく訪れる。好きな日本の場所は京都府。登山、ジョギング、旅行が好き。韓国での番組出演時、芸名が同じであるEXOのカイと電話で話したことがある。BIGBANGやSE7ENと親交がある。ソウル大学校声楽科時代の先輩リュ・ジョンハン、後輩のミュージカル女優キム・ソヒョン（キム・ソヒョンとは異なる）とは卒業後も仲が良い。学生時代イタリアで音楽を学んだ経験がある。

## 来歴
鍾路区のソウル芸術高等学校を首席で卒業。ソウル大学校声楽科の学部課程（学士）を卒業後大学院に進み、修士課程と博士課程を修了した。2002年にシューベルト国際コンクールで優勝したのち、スミ・ジョーからコンサートパートナーのオファーがかかり、全韓ツアーに同行しステージで共演した。芸名ギョルとして所属していた事務所が倒産し別の事務所に移籍、スミ・ジョーから付けてもらったKAIという新しい芸名で活動を始めた。2009年に韓国のユニバーサルミュージックと契約、同年キム・ヒョンソクプロデュースによるデビューシングル『パニッシュメント』を出し韓国でデビューした。2012年5月に日本デビューシングル『愛は深く』を発表した。2017年12月から上演予定のミュージカル『ザ・ラスト・キス』にキャスティングされ、EXOのスホ、VIXXのレオとトリプルキャストで主役のオーストリア皇太子ルドルフを演じる。

## 受賞歴
- 2002年シューベルト国際コンクール - 優勝[6]
- 2007年東亜コンクール - 声楽部門3位（韓国）[6]
- 2009年大阪国際音楽コンクール - Age-Gオペラコース声楽部門3位[1]
- 2009年韓国ジャンル別チャート4週連続1位 -『パニッシュメント』[7]
- 2012年第18回韓国ミュージカル大賞授賞式 - 男優新人賞[2]
- 2017年第11回大邱国際ミュージカルフェスティバル - 今年のスター賞[2]

## 作品

### デジタルシングル
- 『未完』2008年[10]
- 『Edge Walker』2009年[10]
- 『Clad Meets Piano』2010年[10]
- 『目を閉じれば（ブラームスを聴いて）』2012年[1]
- 『私を泣かせてください（Lascia ch'io pianga）』2012年[10]
- 『First Christmas』2013年[10]
- 『Harmony』2014年[10]
- 『Second Christmas』2015年[15]
- 『すべての愛だ』[15]

### シングル
- 『パニッシュメント』2009年 - キム・ヒョンソクプロデュース[7]
- 『愛は深く』2012年 - 松井五郎作詞（日本）[13]

### アルバム
- 『I Am KAI』2011年3月23日 - 韓国1集[7]
  - 収録曲：私は信じる（韓国語） - アンドレア・ボチェッリ『I BELIEVE』のカバー[16]
- 『愛という名前』2012年 - 日本1st[5]
- 『KAI IN ITALY』2014年 - 韓国2集[10]

## コンサート
- スペシャルショーケース - 2012年3月23日（表参道アリストホール）[7]
- デビュー記念スペシャルイベント - 2012年6月7日（恵比寿アクトスクエア）[11]
- アモリ・ヴァッシーリとのジョイントコンサート『2MEN』- 2014年11月18日（龍山区ブルースクエアサムスンカードホール）[17]

## ミュージカル
主演は役名を太字で表記
- 『サ・ビ・タ～愛は雨に乗って～』ドンヒョン 役 - 2008年[10]
- 『ストーリー・オブ・マイ・ライフ』トーマス 役 - 2011年[6]
- 『二都物語』チャールズ・ダーニー 役 - 2012～2013年[10]
- 『ドラキュラ』ジョナサン・ハーカー 役 - 2014年[10]
- 『マリー・アントワネット』アクセル・フェルセン伯爵 役 - 2014年（ユン・ヒョンリョル、チョン・ドンソクとのトリプルキャスト）[10]
- 『ファントム』ファントム 役 - 2015年[15]
- 『アリラン』ヤン・チソン 役 - 2015年[15]
- 『三銃士』ダルタニャン 役 - 2016年[15]
- 『ジャック・ザ・リッパー』ダニエル 役 - 2016年[15]
- 『モンテ・クリスト』モンテ・クリスト伯爵 役 - 2016年[15]
- 『ベン・ハー』ユダ・ベン・ハー 役 - 2017年[2]
- 『ザ・ラスト・キス』ルドルフ 役 - 2017年12月～2018年3月（チョン・ドンソク、EXOのスホ、VIXXのレオとのクワトロキャスト）[14]
- 『フランケンシュタイン』アンリ・デュプレ／怪物 役 - 2018年

## 演劇
- 『レッド』ケン 役 - 2016年[15]

## レギュラー出演
- KBSクラシックFM『鮮やかクラシック』2011年～2012年 - DJ[15]
- KBSクラシックFM『世界のすべての音楽 カイです』2013年～2014年12月 - DJ[15][6]
- クラシックコンサート「マチネコンサート」2011年～2014年12月 - 司会4年[12]

## 司会
- 『除夜音楽会』2014年12月31日 - 城南アートセンターオペラ劇場[17]

## 出演

### アルバム
- 『止められない』2009年[1]
- 『A-LIVE Vol.1キム・ヒョンソクの屋根裏部屋』2010年[1]
- 『With Special Guests』2010年[1]
- 『運命の恋人に』2010年[1]
- 『私は歌手だ』2012年[1]
- 『ミュージカル・モンテ・クリスト』2016年[18]

### 楽曲
- 『Stop & Listen2 - Classic Surprise』ヒュンダイキャピタル[7]

### 映像
- 愛は深くShort Ver. - 2012年[19]
- Second Christmas 'I Believe' - 2015年[20]
- ミュージカル『ザ・ラストキス』コンセプト映像 - 2017年[21]

### ステージ
- シークレット・ガーデン[7]
- 倉本裕基 & フレンズ - 2010年[7]

### テレビ番組
- MBC『アンニョン?! オーケストラ』- 2012年[22]

### ラジオ番組
- FM NORTHWAVE『Beats of Korea』- 2012年4月7日[23]
- FM COCOLO『Han-Style』- 2012年4月7日[23]
- InterFM『K-GENERATION』- 2012年4月8日[23]
- SBSパワーFM『2時脱出カルトショー』- 2014年4月29日[3]

### 雑誌
- 『韓Fun』55号 - 2012年（産業経済新聞社）[24]
- 『haru*hana』Vol.12 - 2012年7月（東京ニュース通信社）[24]
- 『韓流新発見。』Vol.24 - 2012年7月（コリア・エンタテインメント・ジャーナル）[25]
- 『ハンステ韓流ステーション』Vol.3 - 2012年7月（ライトハウスメディア）[26]
- 『ARENA37℃ SPECIAL』Vol.15 - 2012年7月（音楽専科社）[26]

### イベント
- もっともっと韓国再発見 韓国エンターテインメントの世界展3 - 2012年3月24日（ゲスト出演、近鉄百貨店本店）[27]

### タイアップ
- 日本BS11『韓ラブ』2012年5月度エンディングテーマ -『愛は深く』[13]